# Białka pozbawione struktury trzeciorzędowej

Przykładowa struktura białka. Regiony na końcach nie posiadają ściśle zdefiniowanej struktury trzeciorzędowej i zmieniają swoje położenie, natomiast centralna część białka pozostaje w dużym stopniu stabilna (na podstawie struktury NMR).

Białka pozbawione struktury trzeciorzędowej, białka inherentnie nieuporządkowane, IDP (z ang. intrinsically disordered proteins) – klasa białek w całości lub częściowo pozbawionych struktury trzeciorzędowej. Stan ten dotyczy białek w pełni funkcjonalnych i występuje w fizjologicznych warunkach. Zjawisko to jest obserwowane w 2–33% przypadków (w zależności od organizmu).
Odkrycie białek natywnie pozbawionych struktury trzeciorzędowej zakwestionowało jeden z podstawowych paradygmatów biologii, który mówi, że ściśle określona, stabilna struktura trzeciorzędowa jest niezbędna dla prawidłowej funkcji białka. Paradygmat ten nie dotyczy białek pozbawionych struktury trzeciorzędowej, które pomimo braku stabilnej struktury zachowują swoją funkcję. Z drugiej strony białka te czasem przybierają określona strukturę trzeciorzędową, która jest częściowo narzucona przez inną makrocząsteczkę, z którą w danej chwili oddziałują. Właśnie ta cecha (wysoka „elastyczność”) pozwala niejako adaptować się białku do partnera. Z tej przyczyny białka te tworzą liczne interakcje z innymi białkami, oraz uczestniczą w procesach gdzie jest to niezbędne (np. kaskady fosforylacji czy przekazywania sygnału).
Na chwilę obecną znanych jest ponad 1500 białek w których w sposób eksperymentalny potwierdzono występowanie regionów nieuporządkowanych. Zebrane zostały one w bazę danych DISPROT.
Regiony pozbawione struktury trzeciorzędowej (nieuporządkowane) są istotne także ze względów eksperymentalnych, ponieważ ich obecność często uniemożliwia otrzymanie struktur białek techniką krystalografii rentgenowskiej. W takim przypadku usunięcie regionów nieuporządkowanych niejednokrotnie umożliwia otrzymanie kryształów dobrej jakości dla pozostałego fragmentu białka. Z tego względu duże znaczenie ma komputerowe przewidywanie regionów pozbawionych struktury trzeciorzędowej. Na chwilę obecną istnieje około 60 programów tego typu, a ich dokładność sięga 80–90%.